# Lyles (Tennessee)
Lyles es un lugar designado por el censo ubicado en el condado de Hickman en el estado estadounidense de Tennessee. En el Censo de 2010 tenía una población de 734 habitantes y una densidad poblacional de 108,21 personas por km².

## Geografía
Lyles se encuentra ubicado en las coordenadas 35°55′10″N 87°20′42″O / 35.91944, -87.34500. Según la Oficina del Censo de los Estados Unidos, Lyles tiene una superficie total de 6.78 km², de la cual 6.78 km² corresponden a tierra firme y (0%) 0 km² es agua.

## Demografía
Según el censo de 2010, había 734 personas residiendo en Lyles. La densidad de población era de 108,21 hab./km². De los 734 habitantes, Lyles estaba compuesto por el 93.6% blancos, el 3.13% eran afroamericanos, el 0.54% eran amerindios, el 0.41% eran asiáticos, el 0% eran isleños del Pacífico, el 0.41% eran de otras razas y el 1.91% pertenecían a dos o más razas. Del total de la población el 1.36% eran hispanos o latinos de cualquier raza.